# Correccional Juvenil de Oregón
La Correccional Juvenil de Oregón (en inglés: Oregon Youth Authority, OYA) es una agencia del estado de Oregón en los Estados Unidos. El departamento gestiona prisiones y cárceles para menores. Tiene su sede en Salem.

## Instituciones
Facilidades:
Reformatorios para niños:
- Correccional Juvenil de Eastern Oregon (Burns)
- Correccional Juvenil de Hillcrest (Salem)
- Correccional Juvenil de MacLaren (Área no incorporada en Condado de Marion)
- Correccional Juvenil de North Coast (Warrenton)
- Correccional Juvenil de Rogue Valley (Grants Pass)
- Correccional Juvenil de Tillamook (Área no incorporada en Condado de Tillamook)

La Correccional Juvenil de Oak Creek en Albany es el reformatorio para niñas.
Campamentos:
- Campamento de Florence (Área no incorporada en Condado de Lane)
- Campamento de Tillamook (Área no incorporada en Condado de Tillamook)
- Programa de Transición River Bend (Área no incorporada en Condado de Union)

La Programa de Transición para Mujeres Jóvenes Corvallis House se trasladó a la Correccional Juvenil de Oak Creek y es ahora conocido como la Young Women's Transition Program (Aspen YWTP). OYA gestionó la programa en Corvallis.